# Sloanea xichouensis
Sloanea xichouensis là một loài thực vật có hoa trong họ Côm. Loài này được K.M. Feng miêu tả khoa học đầu tiên năm 1988.